# ببر الهند الصينية
ببر الهند الصينية أو ببر كوربت هو جُمهرة من نويعة ببر البر الرئيسي الآسيوي، وموئله الأصلي يقعُ في جنوب شرق آسيا. هذه الجمهرة تقطن في ميانمار، تايلاند، ولاوس. في سنة 2011، كان يعتقد إن الجمهرة تضم 342 فرداً. بما فيها 85 في ميانمار و20 في فيتنام، وتعيش أكبر وحدة متكاملة من الجمهرة في تايلاند تقدر بنحو 189 إلى 252 فرداً خلال سنتي 2009 إلى 2014.

## التصنيف
اِقْتَرَحَ فراتيسلاف مازاك Panthera tigris corbetti اسماً علمياً لهذه الجُمهرة المتميزة في عام 1968 على أساس لون الجلد، ونمط الآثار وأبعاد الجمجمة. كان اسمه تكريماً لجيم كوربت.
وفي سنة 2017، قامت فرقة العمل المعنية بتصنيف السنوريات من مجموعة اختصاصي السنوريَّات بِمُراجعة تصنيفات البُبُور وأقرَّت بانتماء الجمهرات قاطنة آسيا الجنوبيَّة والجنوبيَّة الشرقيَّة إلى النُويعة النمطية ببر البر الرئيسي الآسيوي. وفي سنة 2018، نُشرت دراسة وراثية تناولت تحليل السلسلة الجينومية الكاملة ل32 عينة من الببور، وخلُصت إلى وُجُود ستة أفرع حيويَّة أُحاديَّة النمط الخلوي. كما تبيَّن أنَّ الجمهرات قاطنة ماليزيا والهند الصينيَّة تتميَّز عن غيرها من جُمهرات البر الرئيسي الآسيوي، ممَّا يعني أنَّ النُويعات الحية قد يصل عددها إلى ستة.

## الوصف

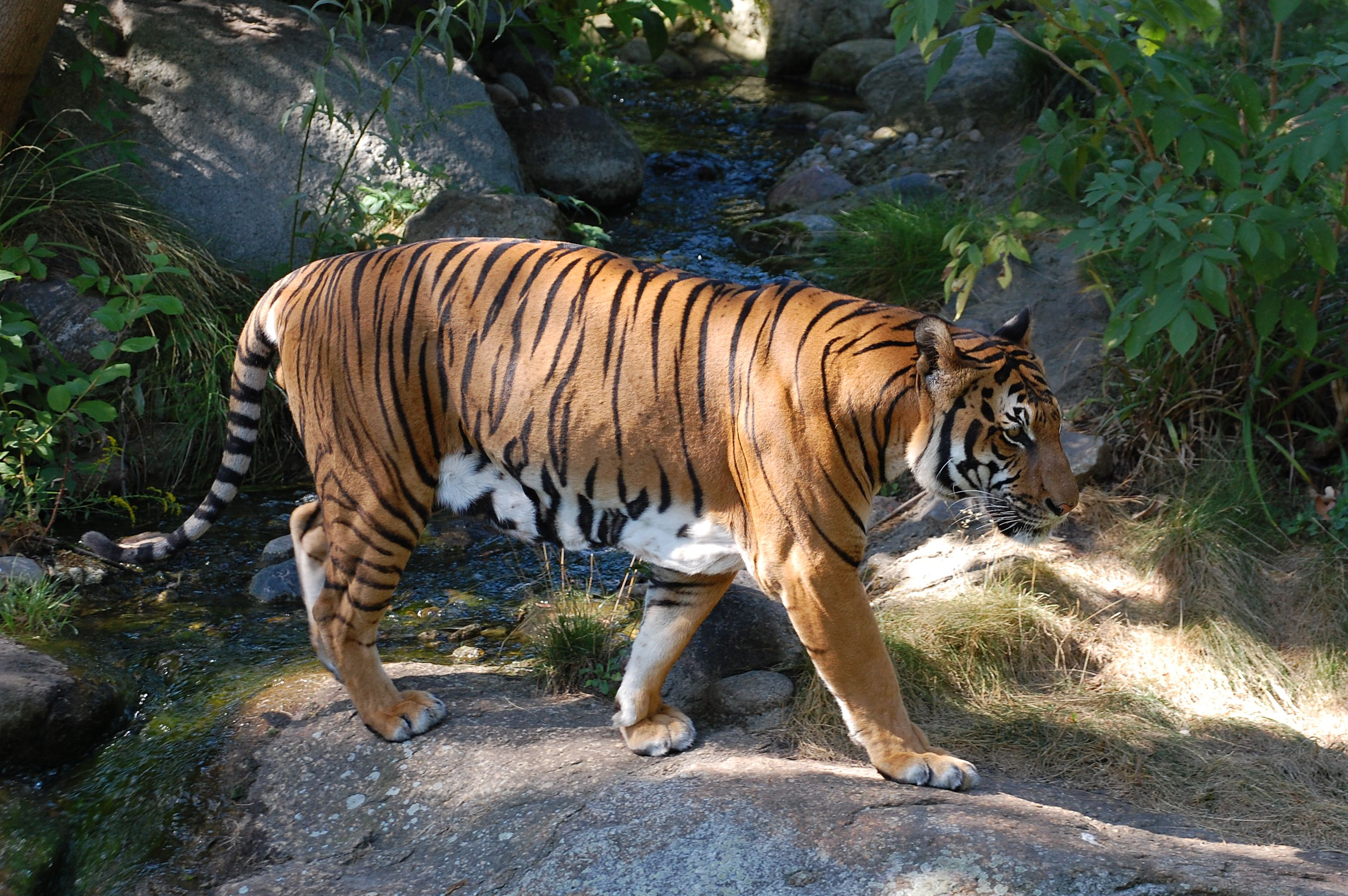
ببر هند صينية شاب

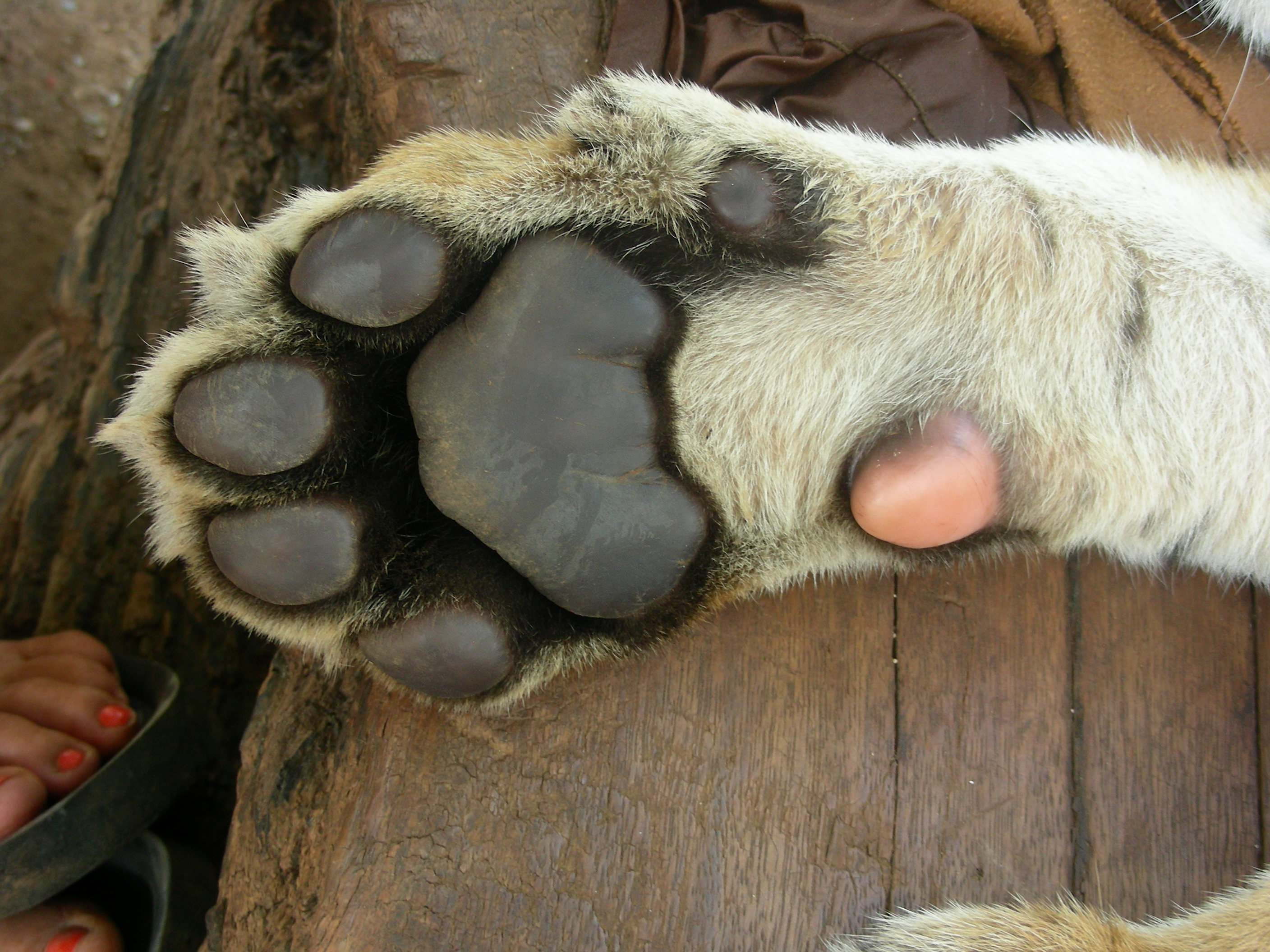
كف شبل ببر الهند الصينية

The Indochinese tiger's ground colouration is darker with more rather short and narrow single stripes; its skull is smaller than that of the ببر بنغالي. Eleven Indochinese tiger skins in the collection of the متحف التاريخ الطبيعي في لندن have 21–31 stripes. In body size, it is smaller than Bengal and ببر سيبيريs. Males range in size from 255 إلى 285 سـم (100 إلى 112 بوصة) and in weight from 150 إلى 195 كـغ (331 إلى 430 رطل). Females range in size from 230 إلى 255 سـم (91 إلى 100 بوصة) and in weight from 100 إلى 130 كـغ (220 إلى 290 رطل).

## الانتشار والموائل

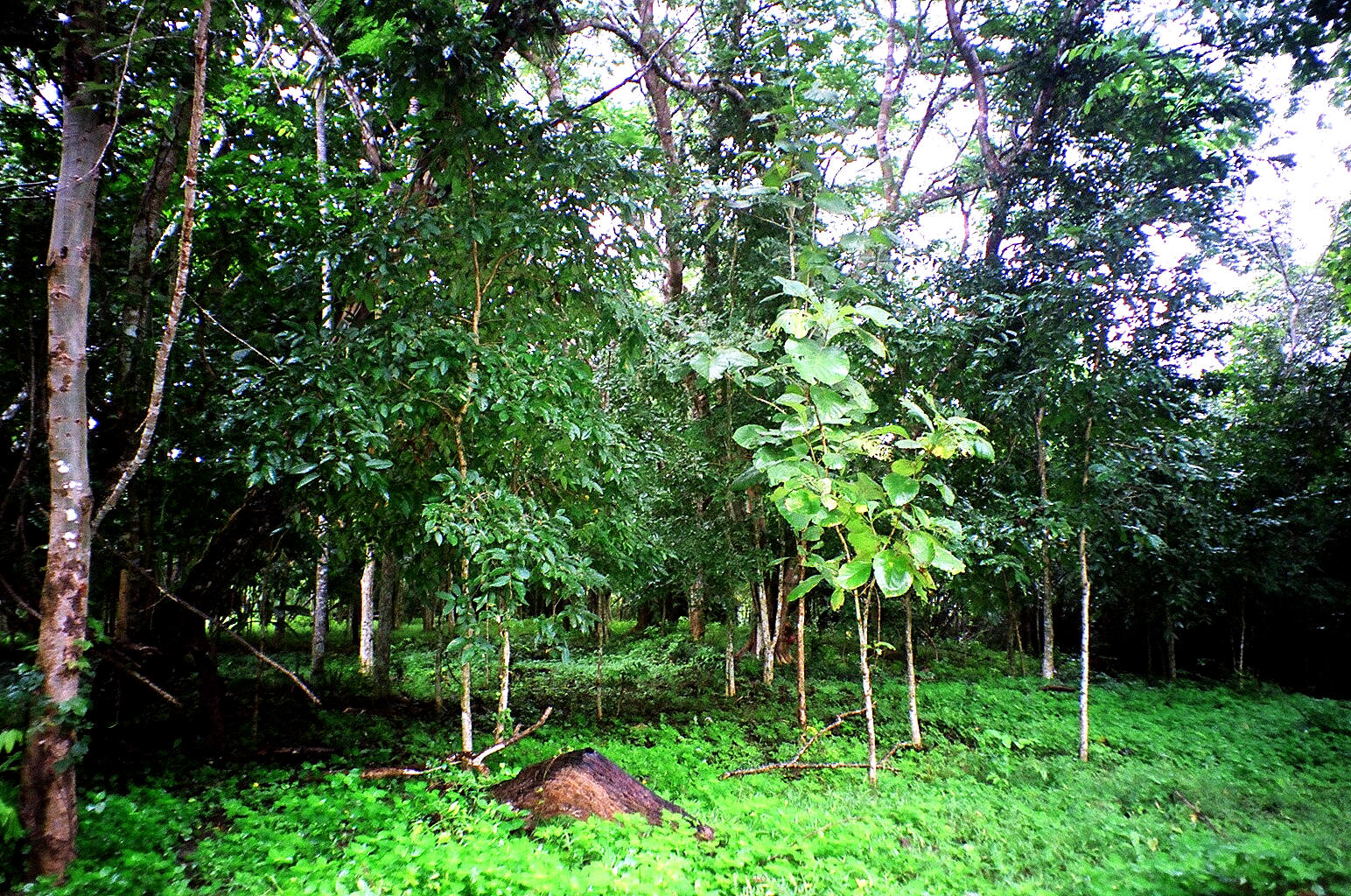
غابة استوائية مطيرة في تايلاند

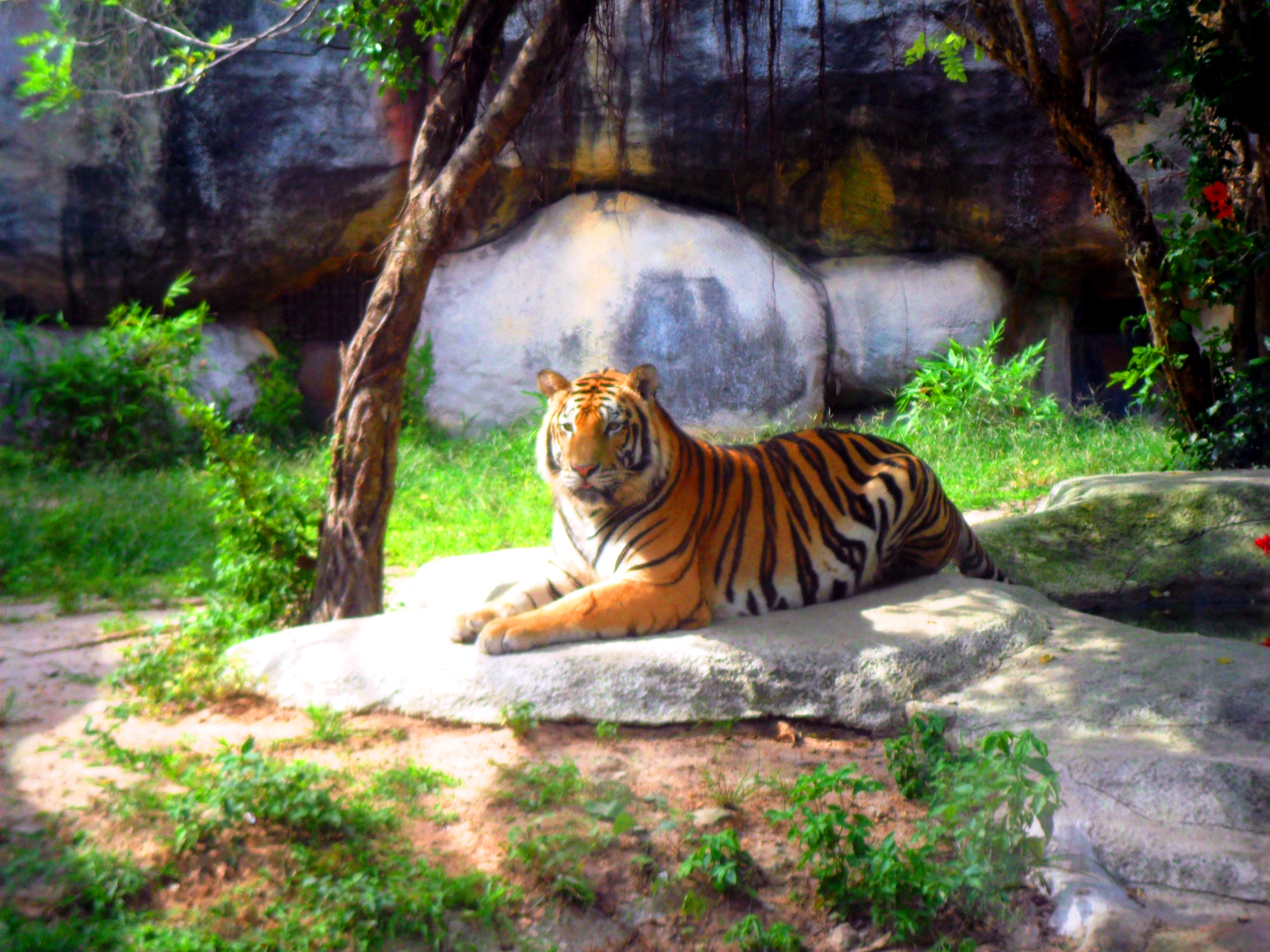
ببر الهند الصينية في منطقة داي نام السياحية في محافظة بَن دِيون في فيتنام

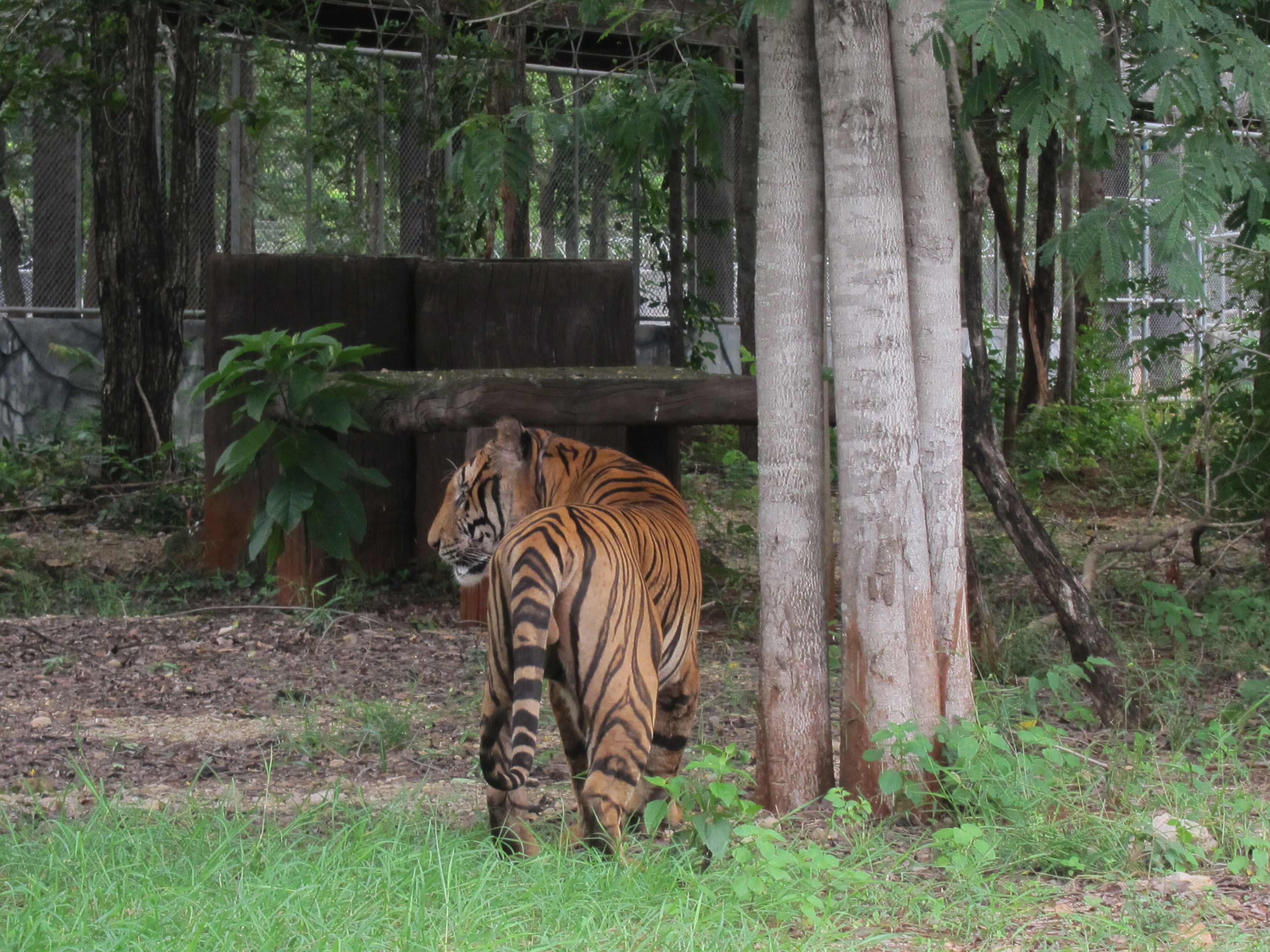
ببر الهند الصينية في تايلاند

The Indochinese tiger is distributed in Myanmar, Thailand and Laos. Its historical range also included Cambodia, China and Vietnam. Results of a جغرافيا الأعراق study using 134 tiger samples across the global range suggest that the historical northwestern distribution limit of the Indochinese tiger is the region in the تشيتاجونج هيل تراكتس and نهر براهمابوترا basin, bordering the range of the Bengal tiger.
In Myanmar, surveys were conducted between 1999 and 2002, confirming the presence of tigers in the Hukawng Valley، Htamanthi Wildlife Sanctuary and in two small areas in the منطقة تانينثاري. The Tenasserim Hills is an important area, but forests are harvested there. In 2015, tigers were recorded by camera traps for the first time in the hill forests of ولاية كايين. Camera trap surveys between 2016 and 2018 revealed about 22 adult individuals in three sites that represent 8% of potential tiger habitat in the country.
More than half of the total Indochinese tiger population survives in the Western Forest Complex in Thailand, especially in the area of the Huai Kha Khaeng Wildlife Sanctuary. This habitat consists of tropical and subtropical moist broadleaf forests. Camera trap surveys from 2008 to 2017 in eastern Thailand detected about 17 adult tigers in an area of 4,445 كـم2 (1,716 ميل2) in مجمع دونغ فايايين كاو ياي الحرجي. Several individuals had cubs. The population density in Thap Lan National Park، Pang Sida National Park and Dong Yai Wildlife Sanctuary was estimated at 0.32–1.21 individuals per 100 كـم2 (39 ميل2). Three subadult tigers were photographed in spring 2020 in a remote region of Thailand that are thought to be dispersing.
In Laos, 14 tigers were documented in Nam Et-Phou Louey National Protected Area during surveys from 2013 to 2017 covering four blocks of about 200 كـم2 (77 ميل2) semi-evergreen and evergreen forest that are interspersed with some patches of grassland.
In eastern Cambodia, tigers were last recorded in Mondulkiri Protected Forest and Virachey National Park during surveys between 1999 and 2007.
From the 1960s and earlier, the Indochinese tiger occurred throughout the mountains in Vietnam, even in the midlands and Islands. In the report of the Government of Vietnam at the Tiger Forum in 2004, there would be tiger only in 17 provinces and they are living in fragmented and severely degraded forest areas. Tigers were still present in 14 protected areas in the 1990s, but none has not been recorded in the country since 1997.
Population of tigers in Laos and Vietnam has declined significantly, according to the global census of tigers in 2016, there are only 2 left in Laos and less than 5 in Vietnam only. There is news of its extinction in both countries. In Laos, no tiger has been seen since 2013, when its populations were estimated at only two, and these two individuals simply vanished shortly after 2013 from Nam Et-Phou Louey National Protected Area, denoting they were most likely killed either by snare or gun. In Vietnam, a 2014 القائمة الحمراء للأنواع المهددة بالانقراض report indicated that tigers possibly extinct in Vietnam.
In China, it occurred historically in يونان province and Mêdog County, where it probably does not survive any more today. Thus, probably the Indochinese tiger now only survives in Thailand and Myanmar. In Yunnan's Shangyong Nature Reserve, three individuals were detected during surveys carried out from 2004 to 2009.

## السلوك والبيئة
في محمية هواي خا خينج للحياة البرية في تايلاند، جُهزت سبع إناث وأربعة ببور ذكور بأطواق راديو نظام التموضع العالمي بين حزيران عام 2005 وآب عام 2011. كان متوسط نطاق مسكن الإناث 70.2 ± 33.2 كيلومتر مربع (27.1 ± 12.8 ميل مربع) والذكور 267.6 ± 92.4 كيلومتر مربع (103.3 ± 35.7 ميل مربع).
بين سنتي 2013 و2015، حُدد 11 نوعاً من الفرائس في 150 موقع قتل. تراوحت أوزانها من 3 إلى 287 كيلوغرام (6.6 إلى 632.7 رطل). تَقتل أيل الصمبر، البانتنغ، الغور والخنزير البري في أغلب الأحيان، ولكن حُدد هوية بقايا عجول الفيل الآسيوي، الغرير الخنزيري، شيهم العالم القديم، المنتجق، السيرو، آكل النمل الحرشفي واللنغور أيضاً.

## المخاطر

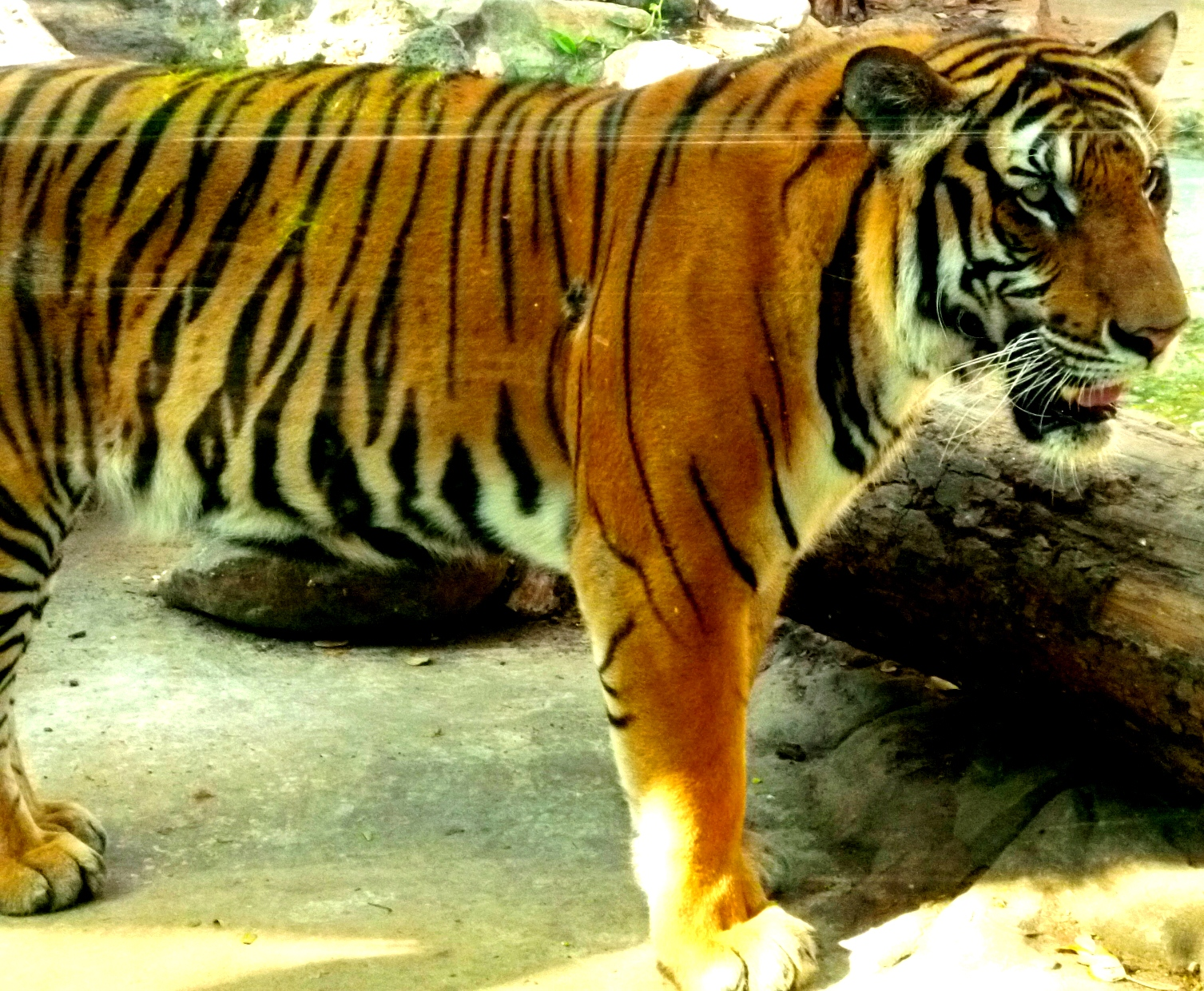
ببر الهند الصينية في حديقة حيوانات سايغون.

التهديد الرئيسي للببور هو الصيد غير القانوني لأجل تجارة الحياة البرية غير القانونية. لقد كان عظم الببر عنصراً في الطب الصيني التقليدي لأكثر من 1500 عاماً ويضاف إما إلى نبيذ طبي، أو إستخدامه على شكل مسحوق، أو يُغلى إلى بنية مشابهة للغراء. أُنتجت أكثر من 40 وصفة طبية مختلفة تحتوي على عظام الببر من قبل ما لا يقل عن 226 شركة صينية في عام 1993. يعتبر غراء عظم الببر منتجاً شعبياً بين المستهلكين الفيتناميين الحضريين الذين يستخدمونه كدواء.
بين سنتي 1970 و1993، إستوردت كوريا الجنوبية 607 كيلوغراماً (1338 رطل) من عظام الببر من تايلاند و2,415 كيلوغرام (5324 رطل) من الصين بين سنتي 1991 و1993. بين سنتي 2001 و2010، تم مسح أسواق الحياة البرية في ميانمار وتايلاند ولاوس. خلال 13 مسحاً، تم العثور على 157 من أجزاء جسم الببور، تمثل 91 فرداً على الأقل. كانت الجلود السليمة الأجزاء الأكثر تداولاً عادةً. تم تقديم العظام والأقدام والقضبان كمنشطات جنسية طبيعية في أماكن بها صناعة جنسية كبيرة. تم تقديم نبيذ عظم الببر في المقام الأول في المتاجر التي تخدم الزبائن الصينيين. يمثل الطب التقليدي جزءاً كبيراً من المنتجات المباعة والمُصدَرَة إلى الصين ولاوس وفيتنام.
وبين عامي 2000 و2011، صودِرَ 641 ببراً، حي وميت، في 196 حادثة في تايلاند ولاوس وفيتنام وكمبوديا والصين؛ يشتبه في إن 275 ببراً تسربوا إلى التجارة من مباني الأسْرْ. كانت الصين الوجهة الأكثر شيوعاً للببور المصادرة.
يقع وادي هوكاونغ في ولاية كاشين في ميانمار، وهو أكبر محمية ببر في العالم، وهو موطن لجمهرة ببور ميانمار الهند الصينية الباقية. ومنذ عام 2006، صادر مالك شركة يوزانا الثري هتاي ماينت إلى جانب السلطات المحلية أكثر من 200,000 فدان (81000 هكتار) من الأ‌راضي من أكثر من 600 أسرة في الوادي. وقد تم قطع الكثير من الأ‌شجار، وتحولت الأ‌رض إلى مزارع. وقد أُعتُبِرَت بعض الأ‌راضي التي أخذتها شركة يوزانا ممرات عبور الببر. هذه المساحات من الأ‌راضي التي كان من المفترض أن تترك دون المساس بها للتنمية من أجل السماح لببور الهند الصينية في المنطقة للسفر بين جيوب المحمية من الأراضي المحمية.

## الانحفاظ

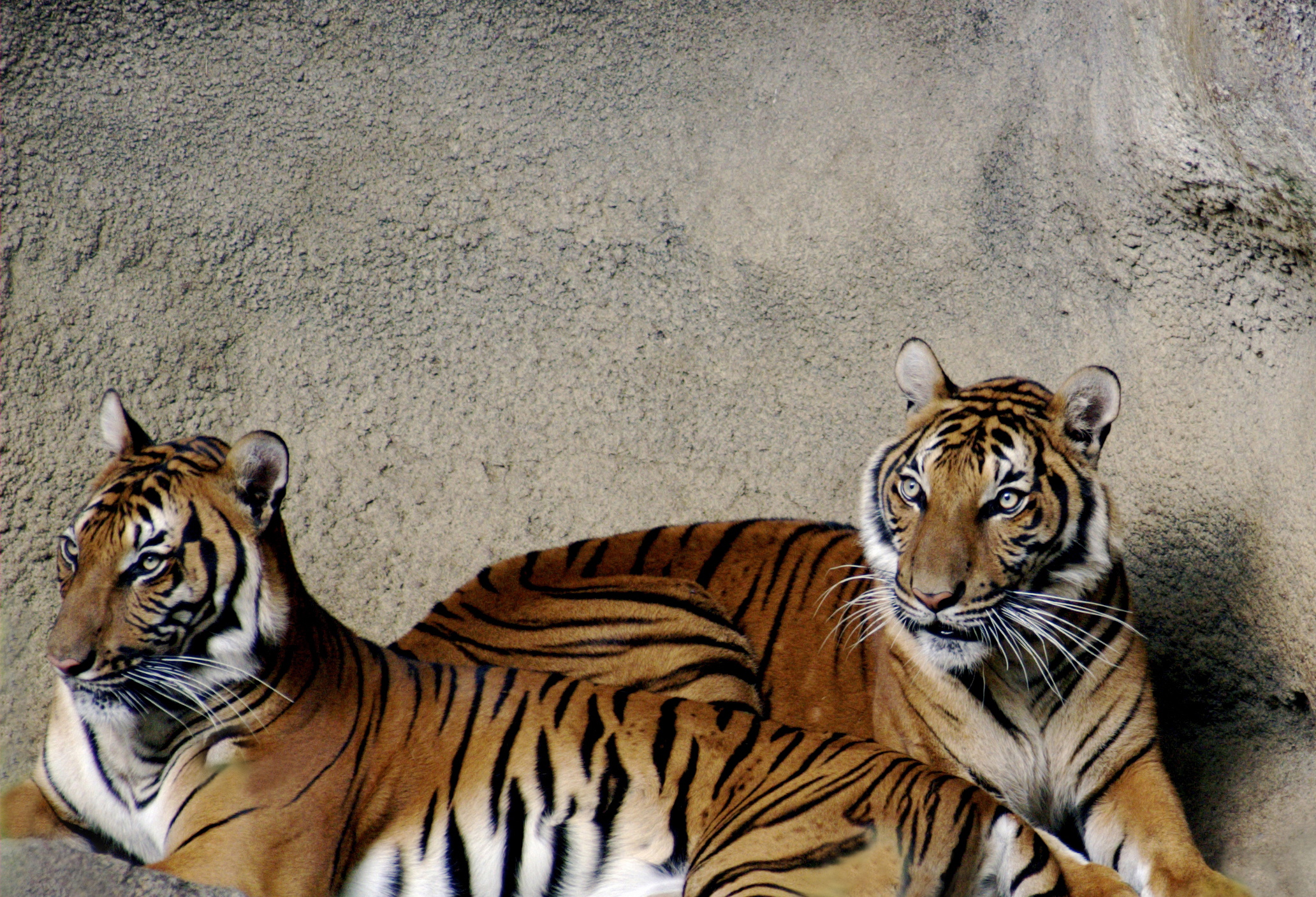
ببران في حديقة حيوانات سينسيناتي

Since 1993, the Indochinese tiger is listed on معاهدة التجارة العالمية لأصناف الحيوان والنبات البري المهدد بالانقراض, making international trade illegal. China, South Korea, Vietnam, Singapore and Taiwan banned trade in tigers and sale of medicinal derivatives. Manufacture of tiger-based medicine was banned in China, and the open sale of tiger-based medicine reduced significantly since 1995.

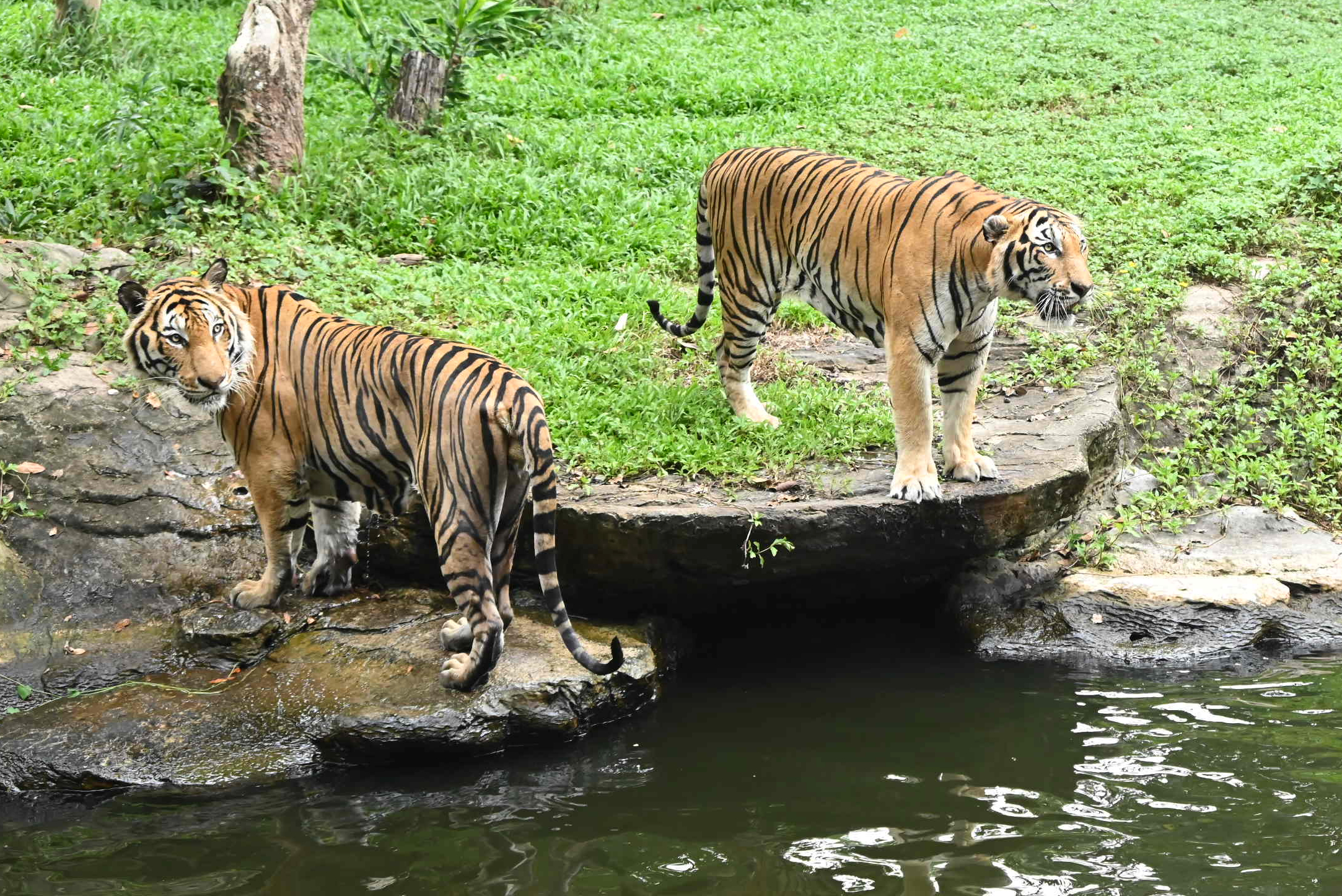
في حديقة حيوانات تايلاندية

Patrolling in Thailand's Huai Kha Khaeng Wildlife Sanctuary has been intensified since 2006 so that poaching appears to have reduced, resulting in a marginal improvement of tiger survival and recruitment. By autumn 2016, at least two individuals had انتشار حيوي to adjacent Mae Wong National Park؛ six cubs were observed in Mae Wong and the contiguous Khlong Lan National Park in 2016, indicating that the population was breeding and recovering.

### في الأَسر

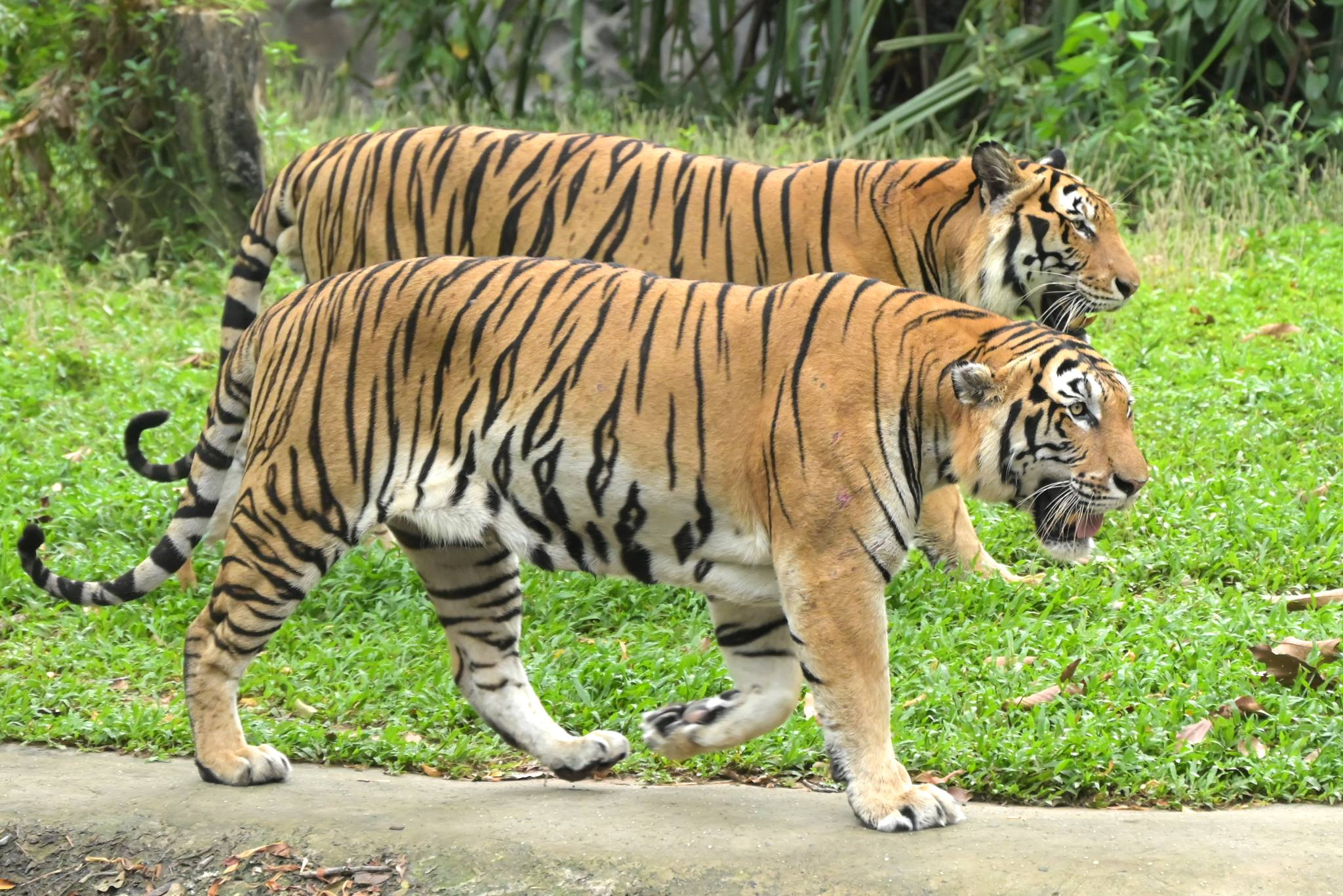
ببران هند صينييان في حديقة حيوانات تايلاندية

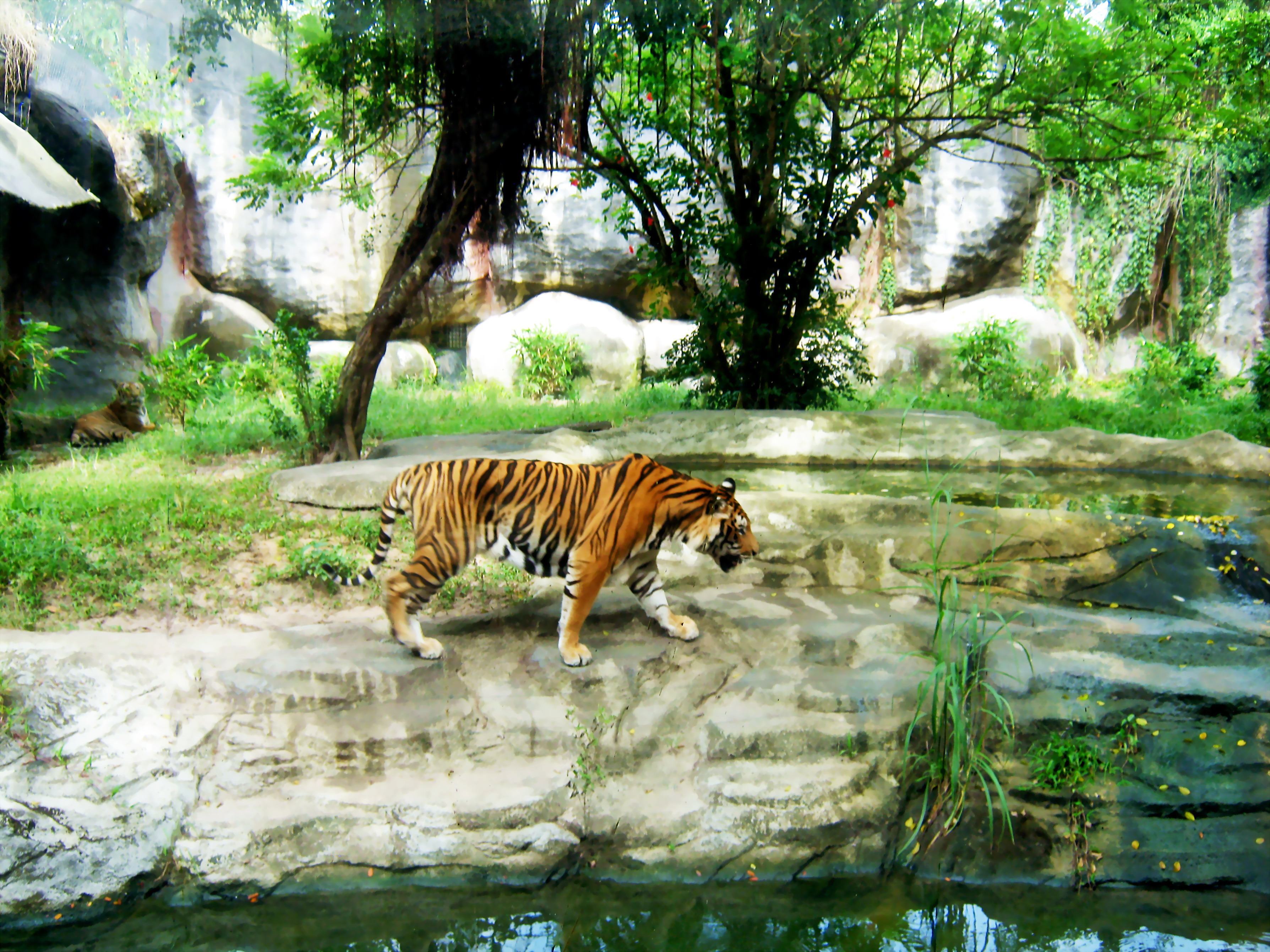
ببر الهند الصينية في حديقة حيوانات داي نام في فيتنام

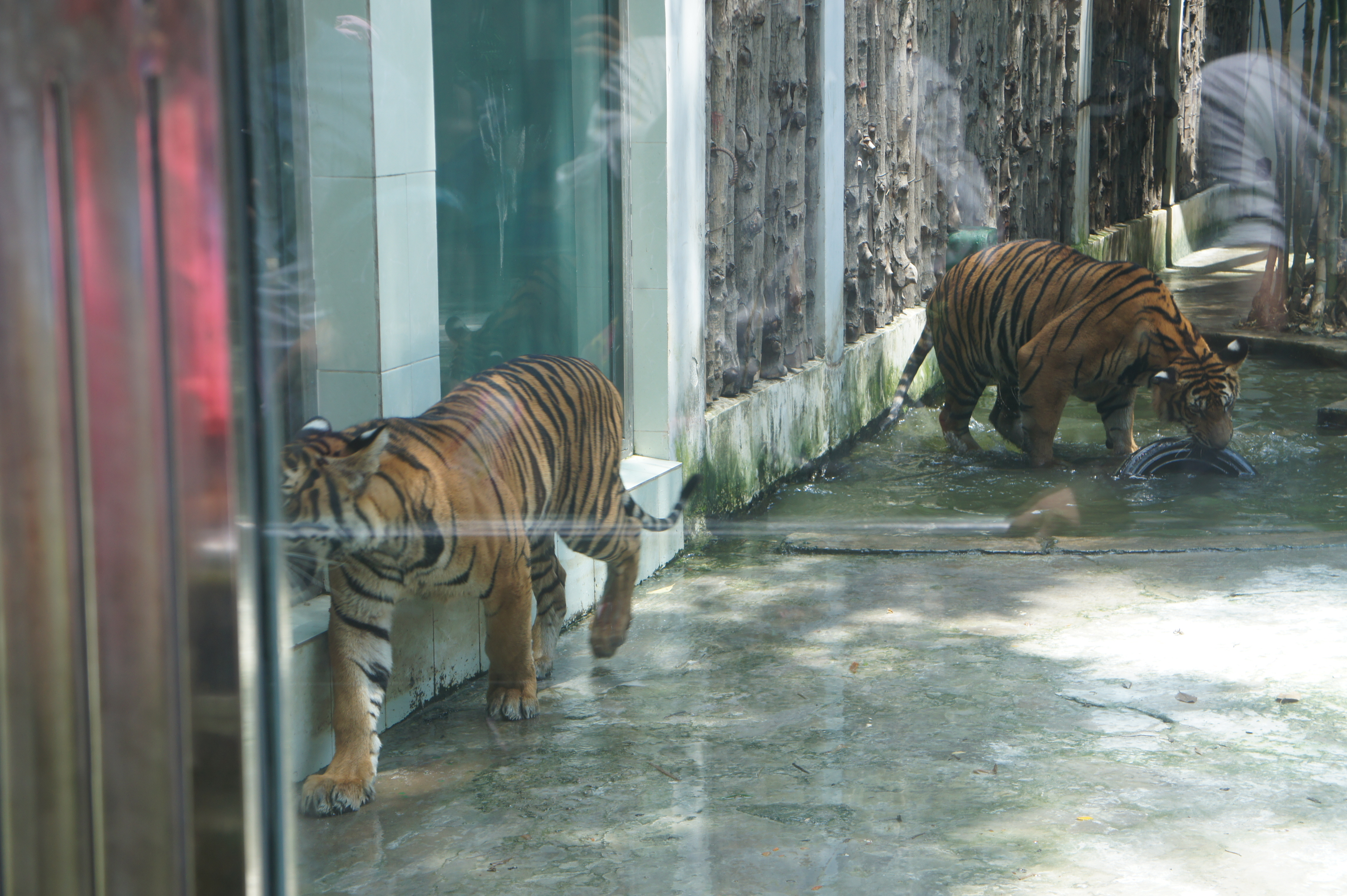
ببران في حديقة حيوانات سايغون الفيتنامية

The Indochinese tiger is the least represented in captivity and is not part of a coordinated breeding program. As of 2007, 14 individuals were recognized as Indochinese tigers based on تحليل وراثي of 105 captive tigers in 14 countries.

## معرض الصور

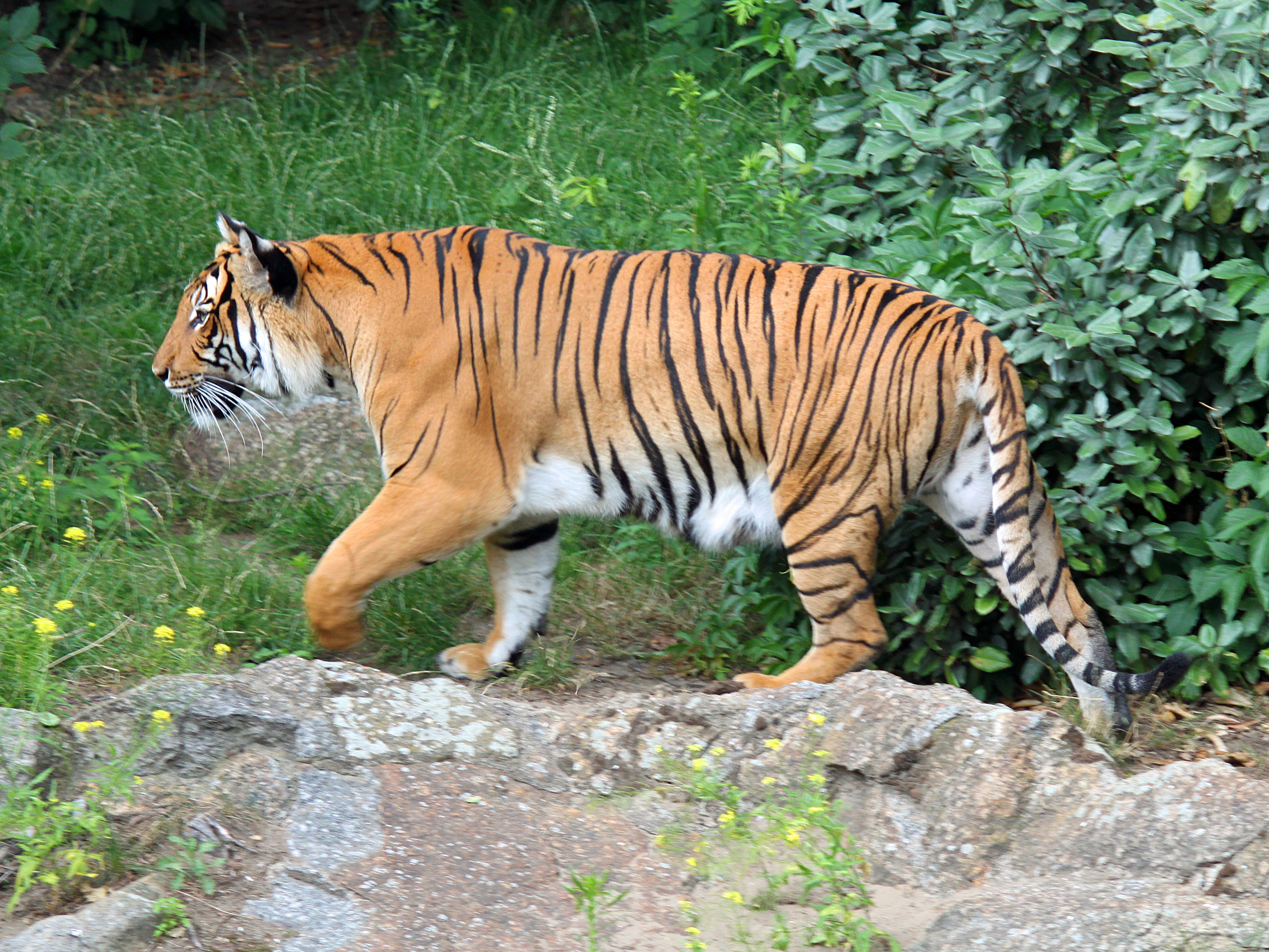
ببر الهند الصينية في حديقة حيوان برلين
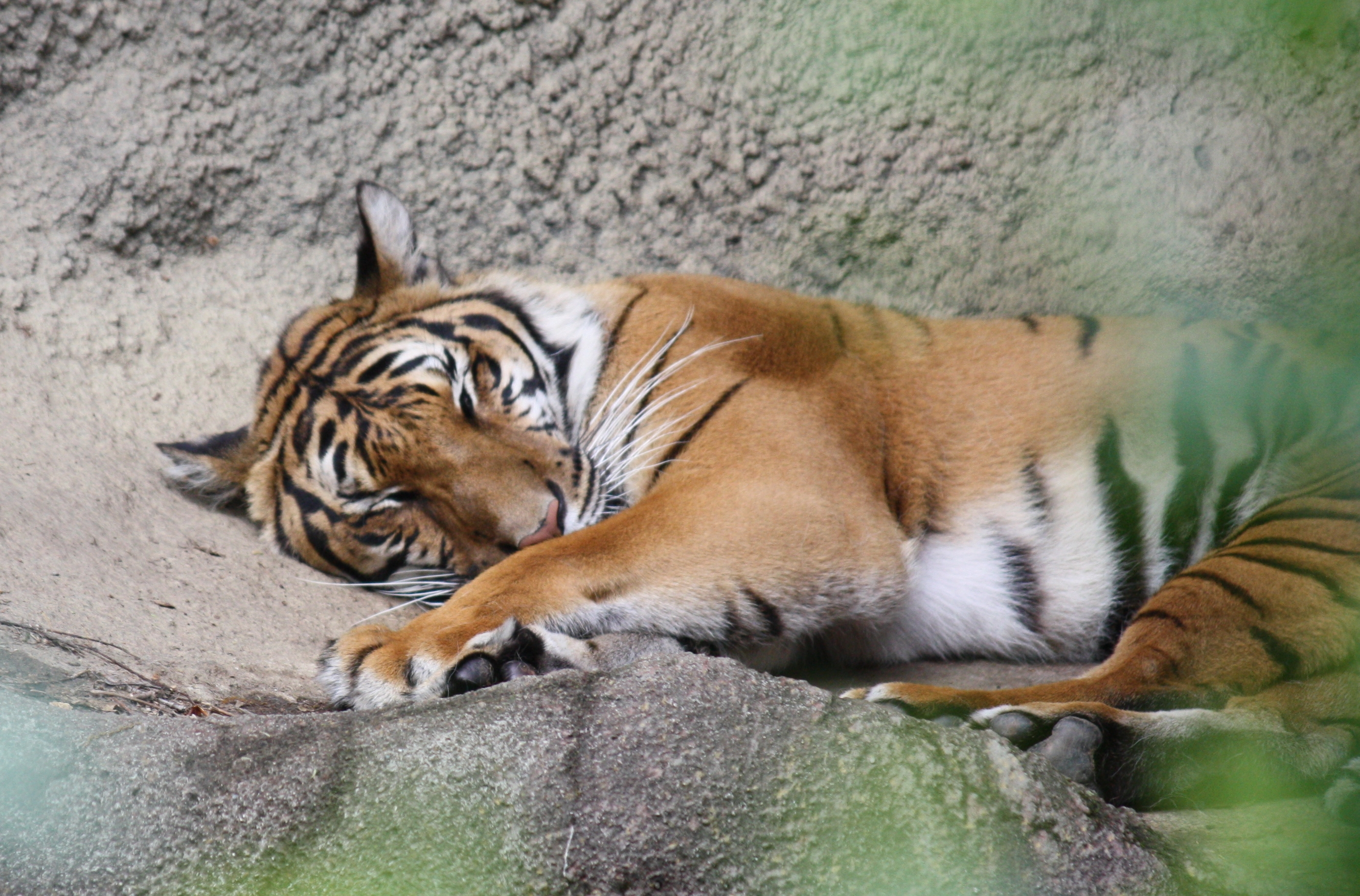
في حديقة حيوانات سينسيناتي
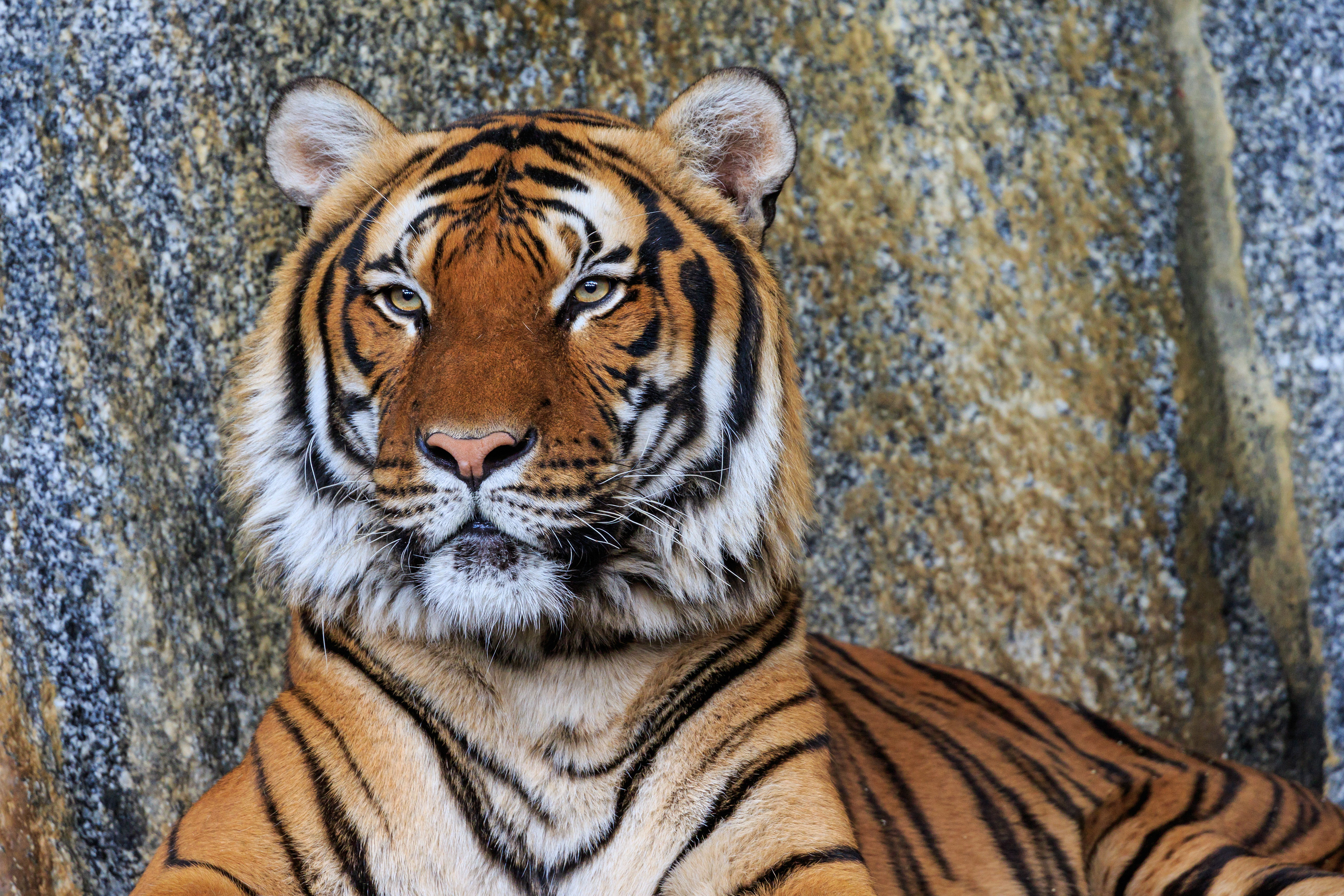
في تيرباك
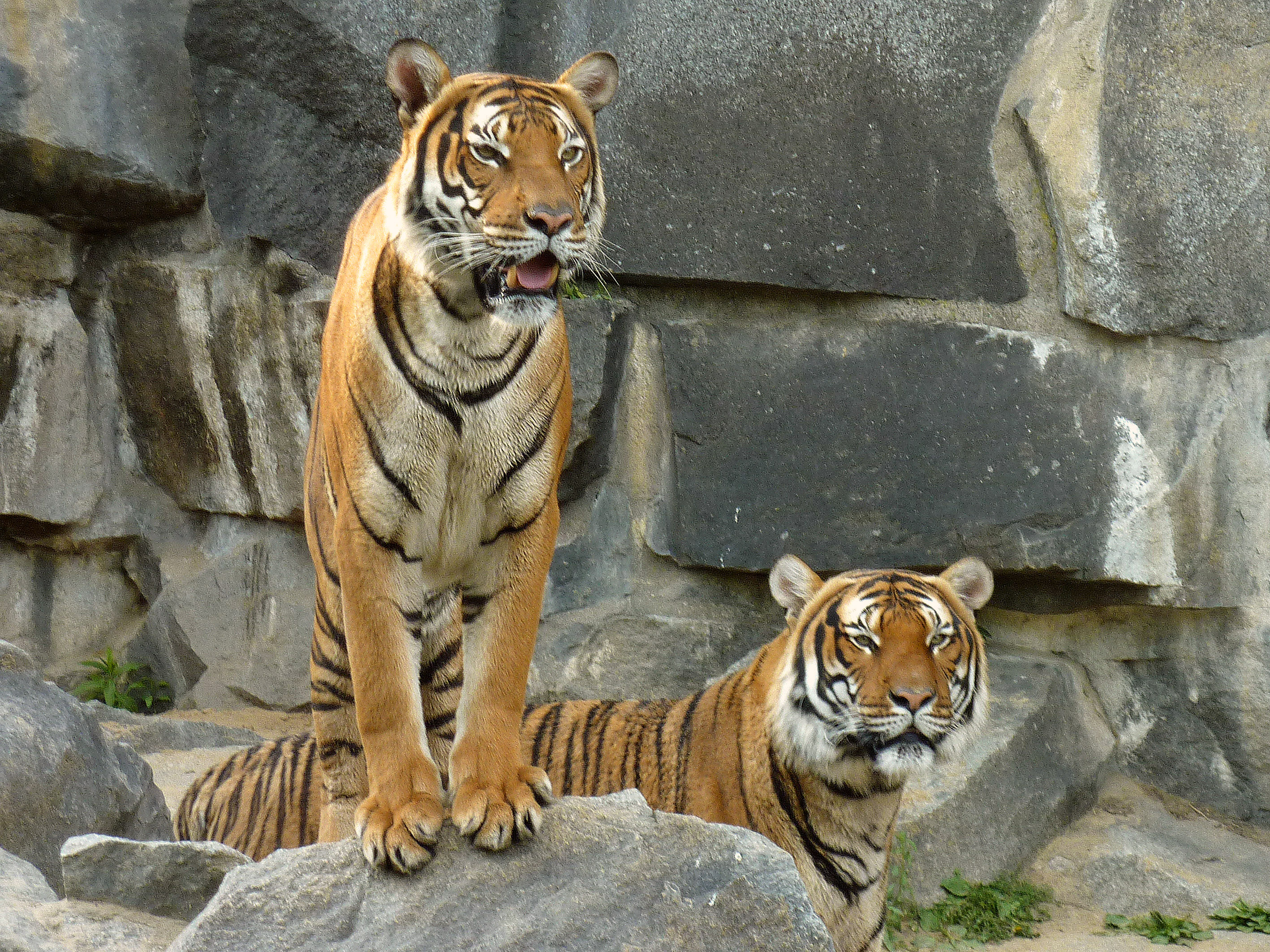
أنثى وذكر ببور الهند الصينية في تيرباك
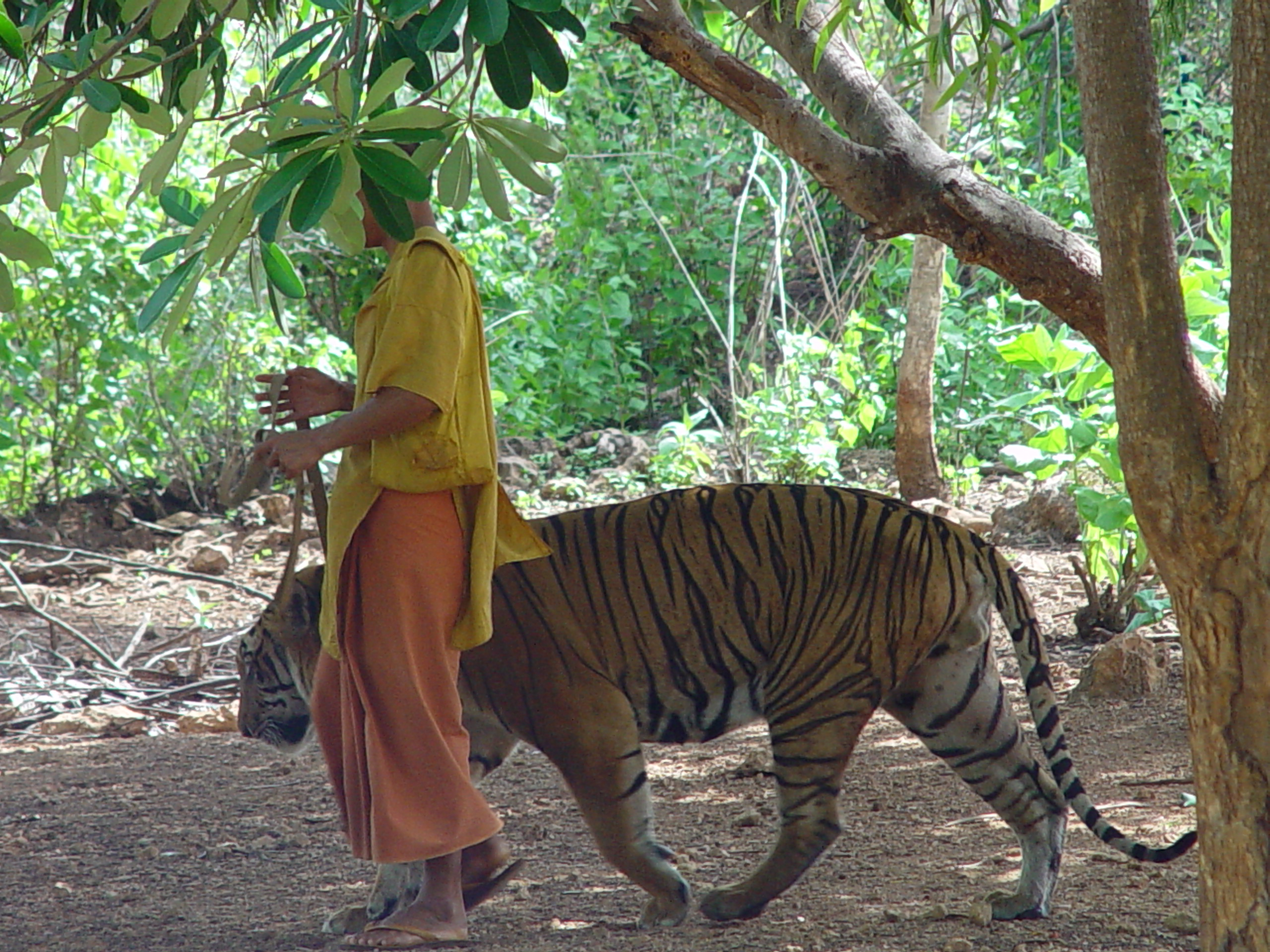
راهب يأخذ ببر للنزهة في معبد الببر
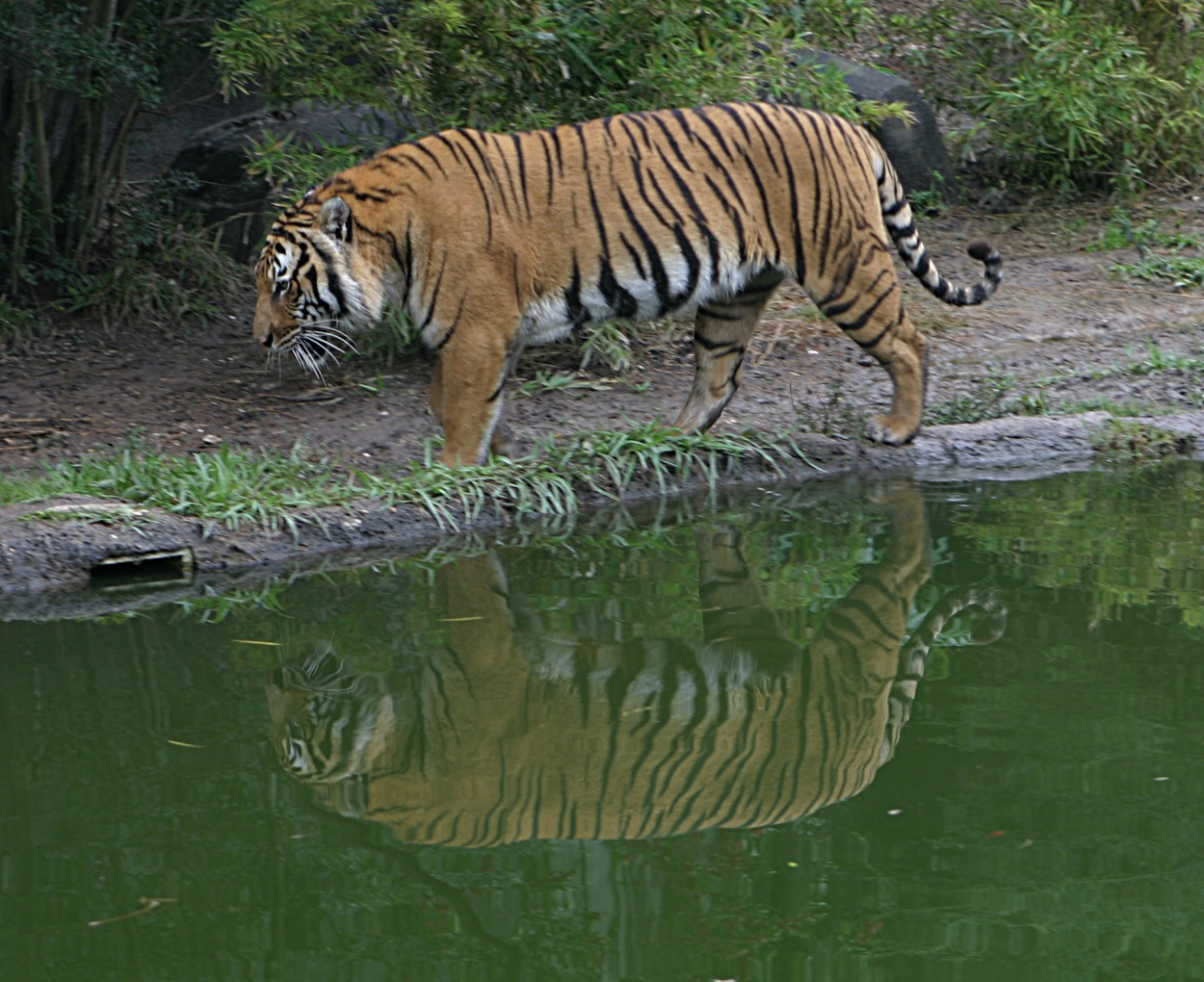
ببر في حديقة حيوان هيوستن في الولايات المتحدة الأمريكية
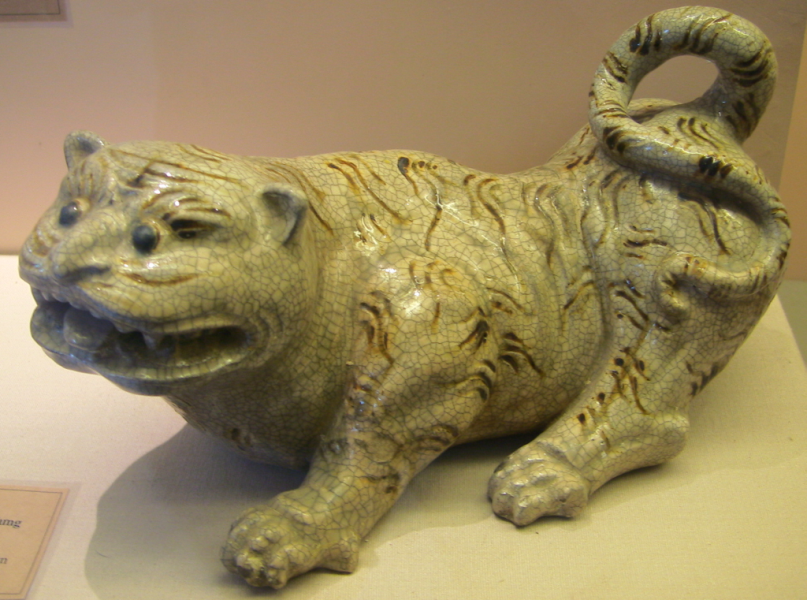
تمثال خزفي فيتنامي للببر
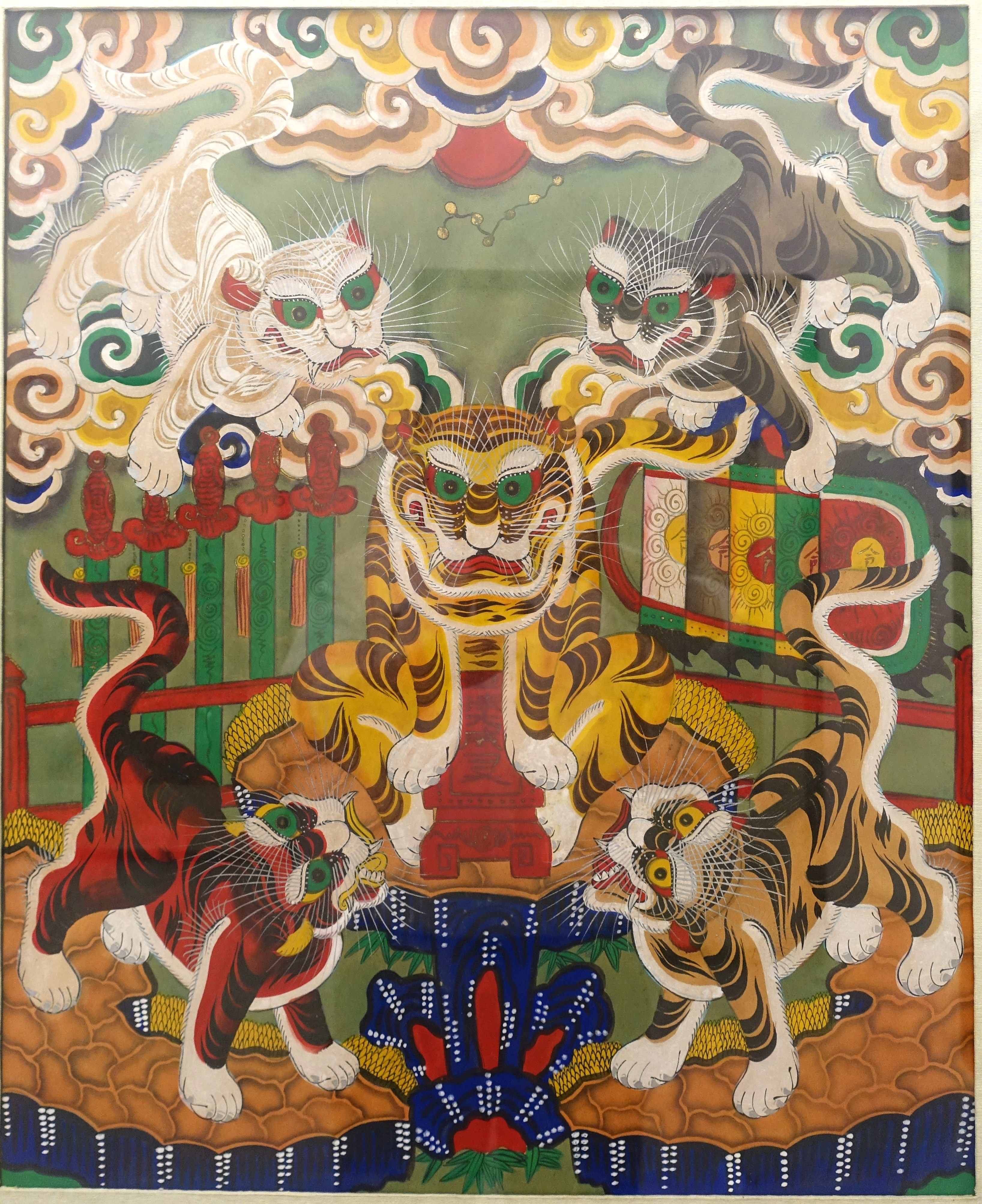
لوحة فيتنامية تظهر خمسة ببور
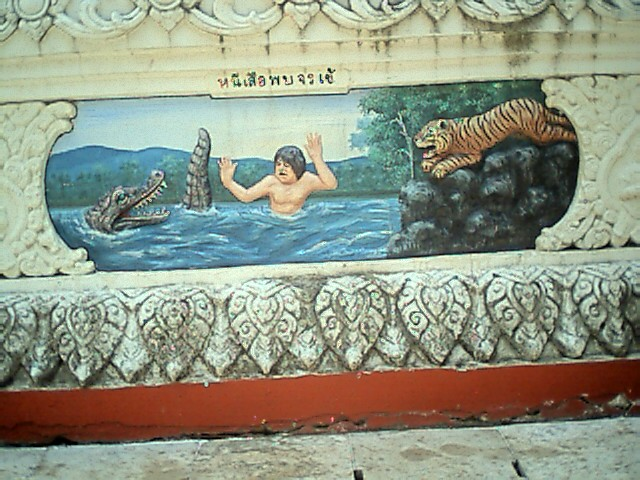
رسم لمثل في معبد واد برا تهات بنوم[ج] التايلاندي: «اهرب من الببر وابحث عن التمساح».
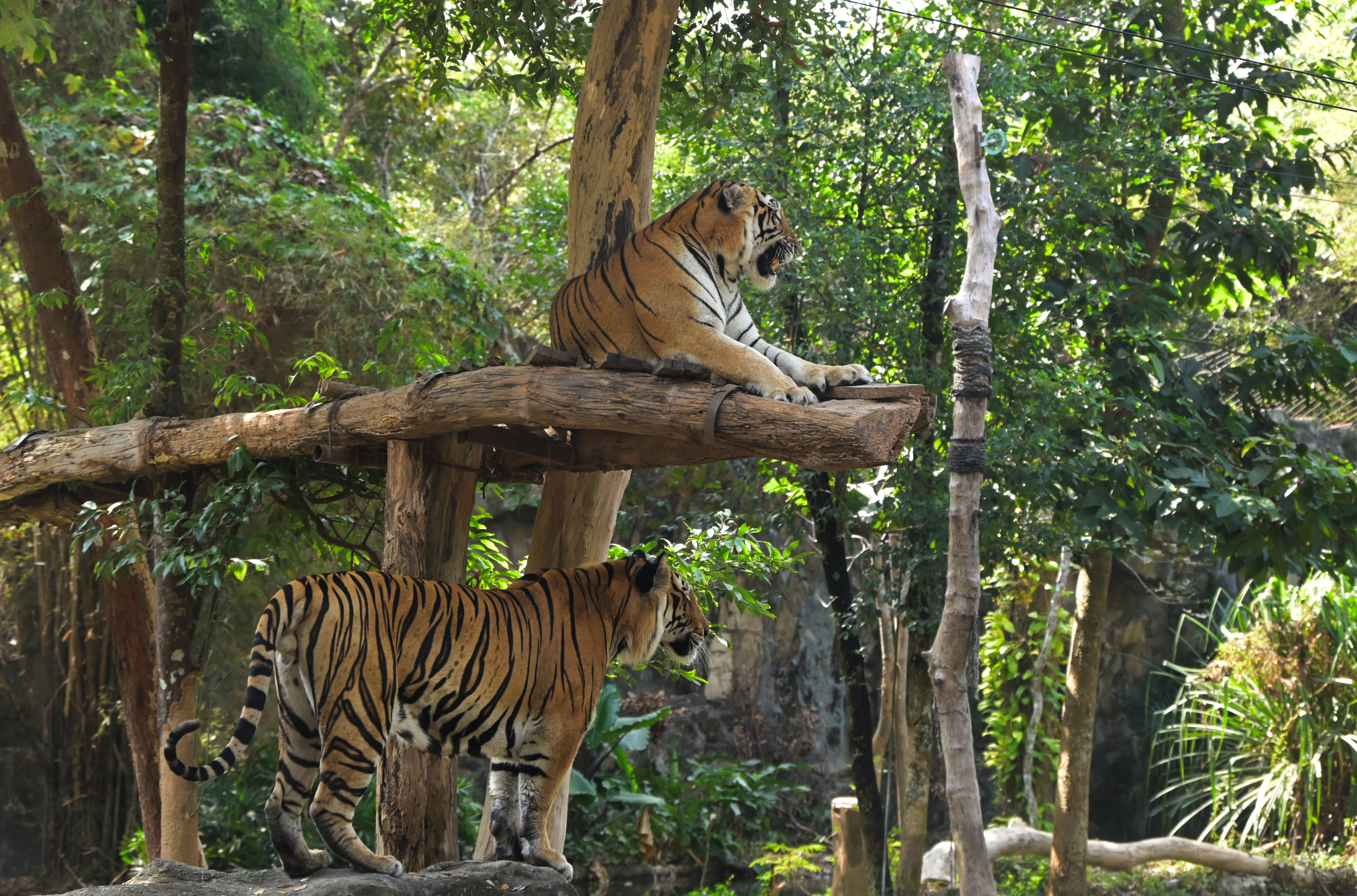
في حديقة حيوانات تايلاندية
شعار النبالة السابق لمدينة سايغون الفيتنامية (الآن اسمها هو تشي منه) بين سنوات 1870-1975[43][44]

## اُنظر ايضاً
- جُمهرات الببور
- - ببور ما قبل التاريخ: ببر نغاندونغ
  - ببر ترينل
  - ببر وانشين

## الملاحظات
1. ↑  تلفظ حديقة تِيرپارك للحيوانات في برلين
2. ↑  تلفظ سايگون
3. ↑  واد پرا تهات پنوم

## وصلات خارجية
- "الببر. ببر الهند الصينية الشمالي (P. t. corbetti)". الاتحاد الدولي لحفظ الطبيعة/لجنة الأنواع الباقية المجموعة المتخصصة بالقطط. مؤرشف من الأصل في 2020-10-26.
- "معلومات عن الببور في منطقة ميكونغ الكبرى". الصندوق العالمي للطبيعة. مؤرشف من الأصل في 2010-03-31.